# Chalcides mauritanicus
Espèce
Synonymes
- Heteromeles mauritanicus Duméril & Bibron, 1839
- Lerista dumerilii Gervais, 1836

Statut de conservation UICN

 EN B1ab(iii) : En danger
Chalcides mauritanicus est une espèce de sauriens de la famille des Scincidae.

## Répartition
Cette espèce se rencontre dans le Nord-Est du Maroc et dans le nord-ouest de l'Algérie.

## Étymologie
Cette espèce est nommée en référence au lieu de sa découverte, la Maurétanie.

## Publication originale
- Duméril & Bibron, 1839 : Erpétologie Générale ou Histoire Naturelle Complète des Reptiles. vol. 5, Roret/Fain et Thunot, Paris, p. 1-871 (texte intégral).